# Acanthopagrus bifasciatus
Acanthopagrus bifasciatus — вид риб родини Sparidae.

## Назва
В англійській мові має назву «двосмуговий лящ» (англ. doublebar bream).

## Галерея

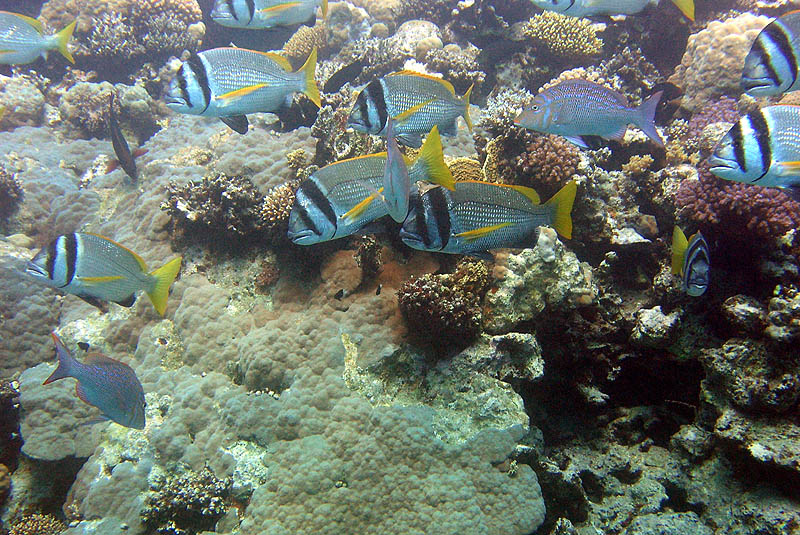

## Опис
Риба до 50 см завдовжки. Срібний з двома смугами на голові. Зустрічається поодиноко чи невеликими групами біля сховищ у вигляді рифів чи глибоких дірок.

## Поширення та середовище існування
Живе у багатих на коралові рифи територіях та затоках на глибині від 2 до 20 м. Від Червоного моря до Південної Африки.